# Adelaide Ametis
Adelaide Ametis (ur. 17 lutego 1877 w Turynie, zm. 18 czerwca 1949) – włoska malarka, matka Piotra Jerzego Frassatiego i Luciany Frassati-Gawrońskiej.

## Życiorys
Jej nauczycielami byli Alberto Falchetti i Lorenzo Delleani. Wystawiała swoje obrazy kilkakrotnie na Biennale w Wenecji. 5 września 1898 roku wyszła za mąż za Alfredo Frassatiego. Jej syn, tercjarz dominikański Piotr Jerzy Frassati został beatyfikowany w 1990 r. Córka Luciana została żoną polskiego dyplomaty Jana Gawrońskiego; w czasie II wojny światowej była kurierką Rządu Polskiego na Uchodźstwie.
Przyjmowała zamówienia na obrazy m.in. od króla Wiktora Emanuela III.